# Stazione di Bicocca
La stazione di Bicocca è la principale stazione merci della città di Catania; è posta al km 233+287 della ferrovia Palermo-Catania e Messina-Siracusa. La stazione è di diramazione per i treni provenienti dalla stazione di Catania Centrale diretti verso Siracusa e Caltagirone o verso Caltanissetta Xirbi, Agrigento e Palermo e per la linea di Paternò (da tempo utilizzata solo come raccordo merci) nonché scalo di riferimento per l'interporto di Catania Bicocca. È anche un posto di passaggio dal doppio binario, con cui è collegata alla stazione di Catania Acquicella, al semplice binario per le due direzioni di Siracusa e di Palermo.
È situata a ridosso della zona industriale di Catania, a sud-ovest dell'aeroporto di Fontanarossa. L'edificio di stazione è posto ad ovest dei binari.

## Storia
La stazione di Bicocca venne costruita nell'ambito del progetto di costruzione di ferrovie messo in atto dalla Società Vittorio Emanuele e proseguito con la Società per le Strade Ferrate della Sicilia, conosciuta anche Rete Sicula. Faceva infatti parte del progetto per connettere mediante la strada ferrata le aree del siracusano e quelle interne della Sicilia con il porto di Catania necessario per le zone zolfifere dell'area centro-orientale dell'Isola e per il convogliamento verso i mercati dei prodotti agricoli della Piana di Catania. 
La stazione venne costruita in prossimità del Pantano d'Arci e venne inaugurata il 1º luglio 1869 in concomitanza con l'apertura all'esercizio della tratta ferroviaria Catania Centrale-Bicocca di 7.468 metri. Il 15 maggio 1870 Bicocca venne collegata alla nuova linea per Palermo aperta fino alla Stazione di Catenanuova-Centuripe, il 27 giugno fino a Raddusa-Agira e il 15 agosto fino a Pirato. Si poté raggiungere la stazione di Enna solo il 1º febbraio 1876 e il 1º marzo dello stesso anno Santa Caterina Xirbi, divenuta in seguito stazione di Caltanissetta Xirbi.
L'importanza della stazione fu relativa fino al secondo dopoguerra in quanto sita in zona acquitrinosa e malarica. A partire dagli anni trenta vennero intrapresi piani di bonifica e prosciugamento che portarono all'acquisizione di grandi aree coltivabili nelle aree circostanti. Ma solo negli anni cinquanta iniziarono i primi insediamenti industriali promossi dagli investimenti della So.Fi.S, (Società finanziaria regionale) e dal Ministero delle partecipazioni statali. Vennero così realizzati i primi raccordi ferroviari con la stazione di Bicocca a supporto della CESAME (nata nel 1955) importante industria produttrice di apparecchi igienico sanitari. I più consistenti insediamenti industriali, della ATES nel 1961, del settore elettromeccanico ed elettronico, del settore farmaceutico, della Montecatini nel campo chimico e dei fertilizzanti condussero ad ulteriori ampliamenti dei raccordi ferroviari mentre la potenzialità delle infrastrutture venne incrementata in seguito all'elettrificazione della stazione e della linea per Siracusa.
Nei primi anni settanta Bicocca fu interessata da un programma di potenziamento in seguito al quale venne ricostruito interamente il vecchio e angusto fabbricato viaggiatori, elettrificati tutti gli enti di stazione (scambi, segnali bassi e passaggi a livello) fino ad allora a comando idrodinamico e meccanico ed ampliato il fascio merci soprattutto in direzione sud. Venne impiantato anche un moderno apparato centrale ad itinerari per la centralizzazione di tutti i comandi eliminando le vecchie cabine di comando "A" e "B". 
In seguito all'estendersi del traffico di containers nei primi anni ottanta fu costruito a sud della stazione il Centro Intermodale di Catania Bicocca (CEMAT)(dal 2007 gestito da Network Terminali Siciliani S.p.A., i cui soci fondatori sono RFI e Società degli Interporti Siciliani) e successivamente è iniziata la costruzione dell'Interporto.
Fino alle soglie degli anni duemila era frequentata da viaggiatori pendolari diretti verso i posti di lavoro della zona industriale etnea ma la sua importanza in tale campo si è estremamente ridotta in conseguenza dell'accentuazione della crisi dei vari settori produttivi. La sua importanza permane tuttavia in relazione ai treni merci, sempre più a composizione bloccata. Fino ai primi anni ottanta lo scalo era sede di importanti manovre per la composizione dei treni merci in partenza composti con i carri provenienti dalle aree di produzione di derrate e prodotti agricoli e di agrumi, tra cui, primeggiavano le stazioni di Scordia, Palagonia, Lentini, Paternò, Schettino e Carcaci. Un buon volume di traffico era costituito dai prodotti finiti delle aziende industriali. Nello scalo di smistamento avveniva anche la scomposizione dei treni provenienti dal nord con prodotti industriali, semilavorati e materie prime. Il traffico merci della stazione tuttavia è divenuto, col passare del tempo, sempre più orientato ai trasporti a carro completo e containerizzato.
Data la sua vicinanza all'aeroporto di Catania Fontanarossa, è previsto il suo spostamento lievemente più a sud per consentire la realizzazione di una nuova pista a servizio dello scalo aeroportuale, mentre è programmata la realizzazione di una nuova stazione tra Bicocca e Catania Acquicella per servire direttamente l'aeroporto, aperta al pubblico all'inizio del 2021.

## Strutture e impianti
La stazione di Bicocca è la principale stazione merci della città di Catania. Consiste di un notevole fabbricato di linee funzionali, abbastanza anonimo, in stile ferroviario che ha sostituito quello originale, piccolissimo e scomodo.
Il fascio binari comprende due binari di transito e un binario di precedenza, per servizio viaggiatori e un fascio merci, affiancato ad essi sul lato est, composto di binari passanti per partenza e arrivo di treni merci. Solo il primo binario è munito di pensilina. A sud-est della stazione si trova il grande fascio di smistamento ed all'estremità sud il terminale per carico e scarico dei container. Dalla stazione di Bicocca hanno origine i raccordi merci con le industrie e le imprese della zona industriale di Catania un tempo molto attivi, oggi in molti casi in disuso o soppressi. Dal fascio merci della stazione ha origine il raccordo ad uso esclusivo dell'Aeronautica Militare per l'aeroporto. Nell'area a sud ovest della stazione è sito il terminale CEMAT mentre è in avanzato stato di costruzione l'interporto di Catania Bicocca (del quale sono operative alcune parti).
Nella stazione sono presenti, il servizio di verifica freni, la colonna idraulica di rifornimento, il ponte a bilico da 40 t e la sagoma limite.
La stazione, presenziata da Dirigente Movimento sin dalla sua apertura è in atto esercita in telecomando DCO in seguito all'installazione degli impianti ACEI telecomandabili.
L'assetto dell'area ferroviaria della stazione è destinato a subire consistenti variazioni e delocalizzazioni in conseguenza del completamento dei lavori del Nodo Catania; verrà infatti spostata l'attuale sede dei fabbricati di stazione per permettere ulteriori ampliamenti dell'area aeroportuale; verrà inoltre realizzata un'area destinata ad accogliere il ridimensionato deposito locomotive di Catania e tutti i collegamenti necessari alle funzioni ferroviarie dell'interporto di Catania Bicocca.

## Movimento
L'orario ferroviario del 18 novembre 1938 riportava la fermata di 3 treni accelerati e 3 diretti per Siracusa e di 2 accelerati, 2 diretti e un rapido per Catania e Messina e di 2 accelerati, un diretto e un rapido per Palermo, un'automotrice in servizio locale e un treno omnibus per Caltanissetta. In senso inverso vi avevano fermata 2 accelerati e un diretto provenienti da Palermo e un'automotrice e un omnibus da Caltanissetta. Vi effettuavano fermata 5 coppie di treni di automotrici e una coppia di omnibus da e per Caltagirone e 4 coppie di treni di diverse categorie da e per Schettino.
L'offerta di servizio nel 1975 riportava la fermata di 5 treni locali e di 3 diretti per Siracusa. In senso inverso di 4 accelerati, un diretto e un espresso per Catania, Messina e Roma Termini, di 2 treni locali per Caltanissetta e 2 per Catenanuova, di 2 diretti e un espresso per Palermo e di 2 espressi per Agrigento. Vi fermavano per servizio viaggiatori anche 2 coppie di automotrici in servizio locale da e per Regalbuto e 8 coppie di automotrici locali e un diretto da e per Caltagirone.
L'orario di servizio 1981-1983 prevedeva la fermata di 3 treni viaggiatori locali per Caltanissetta, di 2 automotrici per Carcaci, di 3 diretti e un espresso per Caltanissetta e Palermo e di un diretto e 3 espressi per Agrigento. In senso inverso vi fermavano 7 treni locali, 4 diretti e 3 espressi provenienti dalle citate stazioni. Vi effettuavano servizio viaggiatori anche 9 treni locali di automotrici e un diretto per Caltagirone e Gela; in senso inverso 9 locali e un diretto. Dalla linea di Siracusa provenivano 3 treni locali, un diretto e un espresso aventi fermata mentre vi partivano per tale direzione 5 treni locali e 2 espressi
L'orario di servizio 1995-1997 indica una contrazione dell'offerta relativa alla stazione che prevede la fermata di treni viaggiatori diretti per Palermo e una automotrice in servizio locale per Caltanissetta e Agrigento. In senso inverso la fermata di 2 regionali e di 2 diretti. Lo stesso prevedeva la fermata di 11 treni regionali di cui 8 per la linea di Caltagirone e Gela e 3 per Siracusa; in senso inverso vi effettuavano fermata 9 treni regionali di cui solo uno proveniente dalla linea di Siracusa.

## Interscambi
Sul piazzale esterno è possibile l'interscambio con linee di autobus urbano dell'AMT
- Fermata autobus